# 티호노프 공간
일반위상수학에서 티호노프 공간(Тихонов空間, 영어: Tychonoff space) 또는 T3½ 공간(영어: T3½ space)은 점과 닫힌집합을 연속 함수로 분리할 수 있는 하우스도르프 공간이며, 이는 콤팩트 하우스도르프 공간의 부분 공간인 조건과 동치이다.

## 정의
위상 공간 {\displaystyle X}에 대하여 다음 두 조건이 서로 동치이며, 이를 만족시키는 위상 공간을 완비 정칙 공간(完備正則空間, 영어: completely regular space)이라고 한다.
- (점과 닫힌집합의 실함수를 통한 분리) 임의의 닫힌집합 {\displaystyle C\subseteq X} 및 {\displaystyle x\in X\setminus C}에 대하여, {\displaystyle f(x)=0}이며 {\displaystyle f(C)=\{1\}}인 연속 함수 {\displaystyle f\colon X\to [0,1]}이 존재한다.[1]:231
- {\displaystyle X}의 위상은 어떤 연속 함수들의 집합 {\displaystyle {\mathcal {F}}\subseteq {\mathcal {C}}(X,\mathbb {R} )}에 대한 시작 위상이다.[2]:40, Theorem 3.6–3.7[3]:48, Exercise 1.5.E, (a)
- {\displaystyle X}의 위상은 연속 함수의 집합 {\displaystyle {\mathcal {C}}(X,\mathbb {R} )}에 대한 시작 위상이다.[2]:40, Theorem 3.6
- {\displaystyle X}의 위상은 유계 연속 함수의 집합 {\displaystyle {\mathcal {C}}_{\text{bd}}(X;\mathbb {R} )}에 대한 시작 위상이다.[2]:40, Theorem 3.6
- (균등화 가능성 영어: uniformizability) {\displaystyle X} 위에 그 위상과 호환되는 균등 공간 구조가 존재한다.

위상 공간 {\displaystyle X}에 대하여, 다음 조건들이 서로 동치이며, 이를 만족시키는 위상 공간을 티호노프 공간이라고 한다.
- {\displaystyle X}는 콜모고로프 공간이며 완비 정칙 공간이다.
- {\displaystyle X}는 T1 공간이며 완비 정칙 공간이다.[1]:231
- {\displaystyle X}는 하우스도르프 공간이며 완비 정칙 공간이다.
- {\displaystyle X}는 콤팩트 하우스도르프 공간의 부분 집합과 위상 동형이다.[1]:231
- {\displaystyle X}는 콤팩트 하우스도르프 공간의 조밀 집합과 위상 동형이다.[1]:231
- {\displaystyle X}는 {\displaystyle [0,1]^{{\mathcal {C}}(X,[0,1])}}의 부분 집합과 위상동형이다.[1]:231 여기서 {\displaystyle {\mathcal {C}}(X,Y)}는 {\displaystyle X}에서 {\displaystyle Y}로 가는 연속 함수들의 집합이며,  {\displaystyle [0,1]^{{\mathcal {C}}(X,[0,1])}}는 표준 위상을 부여한 단위 구간 {\displaystyle [0,1]}의 {\displaystyle |{\mathcal {C}}(X,[0,1])|}개 만큼의 곱공간이다. 이는 티호노프 정리에 의하여 콤팩트 하우스도르프 공간이다.
- {\displaystyle X}에서 그 스톤-체흐 콤팩트화 {\displaystyle \beta X}로 가는 연속 함수 {\displaystyle \iota \colon X\to \beta X}에 대하여, {\displaystyle X}는 그 상과 위상 동형이다.
- {\displaystyle X} 위에, 그 위상과 호환되는 하우스도르프 균등 공간 구조가 존재한다.

## 성질
다음과 같은 포함 관계가 성립한다.:231–232
정규 하우스도르프 공간(T4) ⊊ 티호노프 공간(T3½) ⊊ (정칙 하우스도르프 공간(T3) ∩ 완비 하우스도르프 공간)
완비 정칙 공간의 부분 공간은 완비 정칙 공간이다. 완비 정칙 공간의 임의 개수 곱공간은 완비 정칙 공간이다.:141:211 하우스도르프 공간의 부분 공간과 곱공간은 하우스도르프 공간이므로, 티호노프 공간의 부분 공간과 임의 개수 곱공간 역시 티호노프 공간이다.
증명:
완비 정칙 공간 {\displaystyle X}와 그 부분 공간 {\displaystyle Y\subseteq X}가 주어졌다고 하자. 닫힌집합 {\displaystyle C\subseteq Y} 및 {\displaystyle y\in Y\setminus F}가 주어졌다고 하자. 그렇다면 {\displaystyle C=F\cap Y}인 닫힌집합 {\displaystyle F\subseteq X}가 존재하며, 이에 대하여 {\displaystyle f(y)=0}, {\displaystyle f(F)=\{1\}}인 연속 함수 {\displaystyle f\colon X\to [0,1]}이 존재한다. {\displaystyle g=f\upharpoonright Y}라고 하자. 그렇다면 {\displaystyle g}는 연속 함수이며, {\displaystyle g(y)=0} 및 {\displaystyle g(C)=\{1\}}을 만족시킨다.
완비 정칙 공간들의 집합 {\displaystyle \{X_{i}\}_{i\in I}}가 주어졌다고 하자. 곱공간 {\displaystyle X=\textstyle \prod _{i\in I}X_{i}}의 닫힌집합 {\displaystyle C} 및 {\displaystyle x\in X\setminus C}가 주어졌다고 하자. 다음과 같은 {\displaystyle x}의 열린 근방 {\displaystyle \textstyle \prod _{i\in I}U_{i}}를 취하자.
{\displaystyle x\in \prod _{i\in I}U_{i}\subseteq X\setminus C}
{\displaystyle U_{i}\in \operatorname {Open} (X_{i})}
{\displaystyle U_{i}=X_{i}\qquad \forall i\in I\setminus \{i(1),\dotsc ,i(n)\}}
그렇다면 각 {\displaystyle j\in \{1,\dotsc ,n\}}에 대하여, {\displaystyle f_{j}(x_{i(j)})=0}, {\displaystyle f_{j}(X_{i(j)}\setminus U_{i(j)})=\{1\}}인 연속 함수 {\displaystyle f_{j}\colon X_{i(j)}\to [0,1]}이 존재한다.
{\displaystyle g\colon X\to [0,1]}
{\displaystyle g\colon y\mapsto 1-(1-f_{1}(y_{i(1)}))\cdots (1-f_{n}(y_{i(n)}))}
라고 하자. 그렇다면 {\displaystyle g}는 연속 함수이며, {\displaystyle g(x)=0} 및 {\displaystyle g(C)=\{1\}}을 만족시킨다.

## 예

### 티호노프 공간이 아닌 정칙 완비 하우스도르프 공간
티호노프 공간이 아닌 정칙 (완비) 하우스도르프 공간의 구성은 복잡한 편이다. 한 가지 간단한 구성은 다음과 같다. 집합
{\displaystyle X=\{(0,-1)\}\cup \mathbb {R} \times [0,\infty )}
위에 각 점이 다음과 같은 국소 기저를 갖는 위상을 주자.
- 모든 {\displaystyle (x,y)\in \mathbb {R} \times (0,\infty )}은 고립점이다 (즉, {\displaystyle \{(x,y)\}}는 {\displaystyle (x,y)}의 열린 근방이다).
- {\displaystyle (x,0)\in \mathbb {R} \times \{0\}} 및 유한 집합 {\displaystyle F}에 대하여, {\displaystyle (\{x\}\times [0,2]\cup \{(x+y,y)\colon y\in [0,2]\})\setminus F}는 {\displaystyle (x,0)}의 열린 근방이다.
- {\displaystyle n\in \mathbb {N} }에 대하여, {\displaystyle \{(0,-1)\}\cup [n,\infty )\times \mathbb {R} }는 {\displaystyle (0,-1)}의 열린 근방이다.

그렇다면, {\displaystyle X}는 하우스도르프 공간이며, 완비 하우스도르프 공간이며, 정칙 공간이지만, 티호노프 공간이 아니다.:40, Example 1.5.9
증명:
{\displaystyle X}가 하우스도르프 공간임은 정의에 따라 쉽게 확인할 수 있다. 완비 하우스도르프 조건을 확인하기 위해, 서로 다른 두 점 {\displaystyle (x,y),(x',y')\in X}가 주어졌다고 하자. 편의상 {\displaystyle (x,y)\neq (0,-1)}이라고 하자. 하우스도르프 조건에 따라, {\displaystyle U}와 {\displaystyle V}가 {\displaystyle (x,y)}와 {\displaystyle (x',y')}의 서로소 국소 기저 원소라고 하자. 그렇다면, {\displaystyle U}는 열린닫힌집합이다. 따라서, 지시 함수 {\displaystyle 1_{U}\colon X\to [0,1]}은 연속 함수이며, {\displaystyle (x,y)}와 {\displaystyle (x',y')}을 분리한다.
이제, {\displaystyle X}의 정칙성을 확인하자. {\displaystyle (x,y)\in \mathbb {R} \times [0,\infty )}의 국소 기저 원소들은 열린닫힌집합이므로, 임의의 {\displaystyle (x,y)\in \mathbb {R} \times [0,\infty )}는 이를 포함하지 않는 닫힌집합과 서로소 근방을 통해 분리된다. 따라서, {\displaystyle (0,-1)}과 {\displaystyle (0,-1)\not \in F}인 임의의 닫힌집합 {\displaystyle F}를 서로소 근방으로 분리하는 것으로 충분하다.
{\displaystyle (\{(0,-1)\}\cup [n,\infty ))\cap F=\varnothing }
인 {\displaystyle n\in \mathbb {N} }을 취하자. 그렇다면
{\displaystyle U=\{(0,-1)\}\cup [n+2,\infty )\times \mathbb {R} }
{\displaystyle V=X\setminus (\{(0,-1)\}\cup [n+2,\infty )\times \mathbb {R} \cup [n,n+2]\times \{0\})}
는 각각 {\displaystyle (0,-1)}와 {\displaystyle F}의 열린 근방이며, {\displaystyle U\cap V=\varnothing }이다.
이제, {\displaystyle X}가 티호노프 공간이 아님을 보이자. {\displaystyle [0,1]\times \{0\}}은 닫힌집합이며, {\displaystyle (0,-1)\not \in [0,1]\times \{0\}}이다. {\displaystyle f([0,1]\times \{0\})=\{0\}}인 연속 함수 {\displaystyle f\colon X\to \mathbb {R} }가 항상 {\displaystyle f((0,-1))=0}을 만족시킴을 보이는 것으로 충분하다. 각 {\displaystyle n\in \mathbb {N} }에 대하여 {\displaystyle K_{n}=f^{-1}(0)\cap ([n,n+1]\times \{0\})}이 무한 집합임을 보이는 것으로 충분하다. 수학적 귀납법을 사용하여, 가산 무한 집합 {\displaystyle C\subseteq K_{n}}이 주어졌다고 하자. 그렇다면, 임의의 {\displaystyle (c,0)\in C}에 대하여,
{\displaystyle \{(c+y,y)\colon y\in [0,2]\}\setminus f^{-1}(0)=\bigcup _{i=1}^{\infty }\{(c+y,y)\colon y\in [0,2]\}\setminus f^{-1}((-1/i,1/i))}
는 가산 개의 유한 집합의 합집합이므로 가산 집합이다. {\displaystyle C}가 가산 집합이므로,
{\displaystyle P=\left\{(x,0)\colon (x,y)\in \bigcup _{c\in C}\{(c+y,y)\colon y\in [0,2]\}\setminus f^{-1}(0)\right\}}
은 가산 집합이며, {\displaystyle ([n+1,n+2]\times \{0\})\setminus P}는 무한 집합이다. 임의의 {\displaystyle (x,0)\in ([n+1,n+2]\times \{0\})\setminus P} 및 {\displaystyle (c,0)\in C}에 대하여, {\displaystyle \{x\}\times [0,2]}와 {\displaystyle \{(c+y,y)\colon y\in [0,2]\}}의 교점은 {\displaystyle f^{-1}(0)}에 속한다. {\displaystyle C}가 무한 집합이므로, {\displaystyle (x,0)}의 모든 근방은 {\displaystyle f^{-1}(0)}의 점을 포함한다. {\displaystyle f}의 {\displaystyle (x,0)}에서의 연속성에 따라 {\displaystyle f((x,0))=0}이다. 즉, {\displaystyle ([n+1,n+2]\times \{0\})\setminus P\subseteq K_{n+1}}이며, {\displaystyle K_{n+1}}은 무한 집합이다.

### 정규 공간이 아닌 티호노프 공간
니미츠키 평면(영어: Niemytzki plane)은 닫힌 상반평면 {\displaystyle \mathbb {R} \times [0,\infty )} 위에, 그 통상적인 열린집합들과 다음과 같은 꼴의 집합들을 기저로 하는 위상을 부여한 위상 공간이다.
{\displaystyle \{x\}\cup \operatorname {ball} (x+(0,\epsilon ),\epsilon )\qquad (x\in \mathbb {R} \times \{0\},\;\epsilon >0)}
즉, 추가된 열린집합들은 상반평면의 경계선에 접하는 (통상적인 거리 함수에 대한) 열린 원판과 그 접점의 합집합들이다.
니미츠키 평면은 티호노프 공간이며, 모든 닫힌집합이 Gδ 집합이지만, 정규 공간이 아니다.:101, 82.2–82.3:41, Example 1.5.10; 48, Exercise 1.5.H, (a)
증명:
니미츠키 평면이 하우스도르프 공간임은 쉽게 확인할 수 있다. 완비 정칙 조건을 확인하자. 위상 공간의 부분 기저 {\displaystyle {\mathcal {S}}}가 주어졌을 때, 완비 정칙 조건은 임의의 {\displaystyle S\in {\mathcal {S}}}와 {\displaystyle s\in S}에 대하여, {\displaystyle s}와 {\displaystyle S}의 여집합이 실함수를 통해 분리되는 것과 동치이다. {\displaystyle \mathbb {R} \times [0,\infty )}는 통상적인 위상을 주었을 때 티호노프 공간이며, 니미츠키 평면의 위상은 통상적인 위상보다 섬세하므로, 모든 통상적인 열린집합의 점과 그 여집합은 실함수를 통해 분리된다. 임의의 {\displaystyle x\in \mathbb {R} \times \{0\}} 및 {\displaystyle \epsilon >0}에 대하여, {\displaystyle y\in \operatorname {ball} (x+(0,\epsilon ),\epsilon )}과 {\displaystyle \mathbb {R} \times [0,\infty )\setminus \operatorname {ball} (x+(0,\epsilon ),\epsilon )}이 실함수를 통해 분리되므로, {\displaystyle y}와 {\displaystyle \mathbb {R} \times [0,\infty )\setminus (\{x\}\cup \operatorname {ball} (x+(0,\epsilon ),\epsilon ))} 역시 같은 실함수를 통해 분리된다. 따라서, 임의의 {\displaystyle x\in \mathbb {R} \times \{0\}} 및 {\displaystyle \epsilon >0}에 대하여,
{\displaystyle f(x)=0}
{\displaystyle f(\mathbb {R} \times [0,\infty )\setminus (\{x\}\cup \operatorname {ball} (x+(0,\epsilon ),\epsilon )))=\{1\}}
인 연속 함수
{\displaystyle f\colon \mathbb {R} \times [0,\infty )\to [0,1]}
를 찾으면 충분하다. 편의상 {\displaystyle x=0}이라고 하자. 그렇다면,
{\displaystyle f\colon y\mapsto 1/\inf\{t\in [1,\infty )\colon ty\not \in \{0\}\cup \operatorname {ball} ((0,\epsilon ),\epsilon )\}}
는 원하는 조건을 만족시킨다.
이제, 니미츠키 평면의 열린집합 {\displaystyle U\subseteq \mathbb {R} \times [0,\infty )}가 주어졌다고 하자. 그렇다면, {\displaystyle U\cap (\mathbb {R} \times (0,\infty ))}는 {\displaystyle \mathbb {R} \times (0,\infty )}의 열린집합이며, 따라서 가산 개의 (통상적 거리 함수에 대한) 열린 공들의 합집합이다. 각 열린 공은 가산 개의 닫힌 공들의 합집합이며, 닫힌 공은 니미츠키 평면의 닫힌집합이므로, {\displaystyle U\cap (\mathbb {R} \times (0,\infty ))}는 Fσ 집합이다. {\displaystyle \mathbb {R} \times \{0\}}의 모든 부분 집합은 니미츠키 평면의 닫힌집합이며, 특히 {\displaystyle U\cap (\mathbb {R} \times \{0\})}은 닫힌집합이다. 따라서 {\displaystyle U}는 Fσ 집합이다.
이제, 니미츠키 평면이 정규 공간이 아님을 증명하자. 귀류법을 사용하여, 니미츠키 평면이 정규 공간이 아니라고 가정하자. 임의의 {\displaystyle A\subseteq \mathbb {R} \times \{0\}}가 주어졌다고 하자. {\displaystyle A}와 {\displaystyle (\mathbb {R} \times \{0\})\setminus A}는 모두 닫힌집합이므로, 서로소 열린 근방 {\displaystyle U_{A}}와 {\displaystyle V_{A}}를 갖는다. 함수
{\displaystyle {\mathcal {P}}(\mathbb {R} \times \{0\})\to {\mathcal {P}}(\mathbb {Q} \times ((0,1)\cap \mathbb {Q} ))}
{\displaystyle A\mapsto U_{A}\cap (\mathbb {Q} \times ((0,1)\cap \mathbb {Q} ))}
를 생각하자. {\displaystyle A,B\subseteq \mathbb {R} \times \{0\}}이며 {\displaystyle A\setminus B\neq \varnothing }이라고 하자. 그렇다면, {\displaystyle A\setminus B\subseteq U_{A}\cap V_{B}}이며, {\displaystyle \mathbb {Q} \times ((0,1)\cap \mathbb {Q} )}가 조밀 집합이므로,
{\displaystyle \varnothing \neq U_{A}\cap V_{B}\cap (\mathbb {Q} \times ((0,1)\cap \mathbb {Q} ))\subseteq (U_{A}\cap (\mathbb {Q} \times ((0,1)\cap \mathbb {Q} )))\setminus (U_{B}\cap (\mathbb {Q} \times ((0,1)\cap \mathbb {Q} )))}
이다. 이에 따라, 위 함수는 단사 함수이며,
{\displaystyle 2^{2^{\aleph _{0}}}=|{\mathcal {P}}(\mathbb {R} \times \{0\})|\leq |{\mathcal {P}}(\mathbb {Q} \times ((0,1)\cap \mathbb {Q} ))|=2^{\aleph _{0}}}
이다. 이는 모순이다.

## 역사
안드레이 티호노프의 이름이 붙어 있다.

## 같이 보기
- 우리손 공간
- 정칙 공간
- 정규 공간